# Campeonato Mundial de Atletismo de 2019 - Salto em altura feminino
A competição do salto em altura feminino no Campeonato Mundial de Atletismo de 2019 foi realizada no Estádio Internacional Khalifa, em Doha, no Catar, entre os dias 27 e 30 de setembro.

## Recordes
Antes da competição, os recordes eram os seguintes: 
| Recorde mundial                               | Stefka Kostadinova (BUL)  | 2.09 | Roma, Itália               | 30 de agosto de 1987    |
| Recorde do campeonato                         | Stefka Kostadinova (BUL)  | 2.09 | Roma, Itália               | 30 de agosto de 1987    |
| Melhor marca do ano                           | Mariya Lasitskene         | 2.06 | Ostrava, República Checa   | 20 de junho de 2019     |
| Recorde africano                              | Hestrie Cloete (RSA)      | 2.06 | Paris, França              | 31 de agosto de 2003    |
| Recorde asiático                              | Marina Aitova (KAZ)       | 1.99 | Atenas, Grécia             | 13 de julho de 2009     |
| Recorde da América do Norte, Central e Caribe | Chaunté Howard Lowe (USA) | 2.05 | Des Moines, Estados Unidos | 26 de junho de 2010     |
| Recorde sul-americano                         | Solange Witteveen (ARG)   | 1.96 | Oristano, Itália           | 8 de setembro de 1987   |
| Recorde europeu                               | Stefka Kostadinova (BUL)  | 2.09 | Roma, Itália               | 30 de agosto de 1987    |
| Recorde da Oceania                            | Vanessa Browne-Ward (AUS) | 1.98 | Perth, Austrália           | 12 de fevereiro de 1989 |
| Recorde da Oceania                            | Alison Inverarity (AUS)   | 1.98 | Ingolstadt, Alemanha       | 17 de julho de 1994     |

## Medalhistas
| Ouro              | Prata                     | Bronze                  |
| Mariya Lasitskene | Yaroslava Mahuchikh (UKR) | Vashti Cunningham (USA) |

## Tempo de qualificação
| Tempo de qualificação |
| --------------------- |
| 1.94 m                |

## Calendário
| Data                   | Horário | Fase         |
| ---------------------- | ------- | ------------ |
| 27 de setembro de 2019 | 18:40   | Qualificação |
| 30 de setembro de 2019 | 20:30   | Final        |

Todos os horários estão no horário local (UTC+3)

## Resultados

### Qualificação
Qualificação: 1,94 m (Q) ou as 12 melhores performances (q). 
| Pos. | Grupo | Atleta                 | Nacionalidade   | 1.70 | 1.80 | 1.85 | 1.90 | 1.92 | 1.94 | Marca | Notas |
| ---- | ----- | ---------------------- | --------------- | ---- | ---- | ---- | ---- | ---- | ---- | ----- | ----- |
| 1    | A     | Vashti Cunningham      | Estados Unidos  | –    | –    | o    | o    | o    | o    | 1.94  | Q     |
| 1    | B     | Karyna Demidik         | Bielorrússia    | –    | o    | o    | o    | o    | o    | 1.94  | Q     |
| 3    | A     | Mariya Lasitskene      | Atletas Neutros | –    | –    | o    | xo   | o    | o    | 1.94  | Q     |
| 4    | A     | Imke Onnen             | Alemanha        | –    | o    | o    | o    | xxo  | o    | 1.94  | Q     |
| 4    | A     | Yaroslava Mahuchikh    | Ucrânia         | –    | o    | xo   | o    | xo   | o    | 1.94  | Q     |
| 6    | A     | Mirela Demireva        | Bulgária        | –    | –    | o    | o    | xxo  | xo   | 1.94  | Q     |
| 7    | B     | Kamila Lićwinko        | Polónia         | –    | –    | o    | o    | xo   | xxo  | 1.94  | Q     |
| 8    | B     | Svetlana Radzivil      | Uzbequistão     | –    | o    | xxo  | o    | xxo  | xxo  | 1.94  | Q,    |
| 9    | B     | Yuliya Levchenko       | Ucrânia         | –    | o    | o    | o    | o    | –    | 1.92  | q     |
| 9    | A     | Tynita Butts           | Estados Unidos  | –    | o    | o    | o    | o    | xxx  | 1.92  | q,    |
| 11   | A     | Claire Orcel           | Bélgica         | –    | o    | o    | xo   | o    | xxx  | 1.92  | q     |
| 12   | A     | Ana Šimić              | Croácia         | –    | o    | o    | o    | xo   | xxx  | 1.92  | q     |
| 13   | B     | Levern Spencer         | Santa Lúcia     | –    | xo   | o    | xxo  | xo   | xxx  | 1.92  |       |
| 14   | A     | Alessia Trost          | Itália          | –    | o    | o    | o    | xxo  | xxx  | 1.92  |       |
| 15   | B     | Nicola McDermott       | Austrália       | –    | o    | o    | o    | xxx  |      | 1.90  |       |
| 16   | A     | Maruša Černjul         | Eslovênia       | –    | xo   | o    | o    | xxx  |      | 1.90  |       |
| 17   | B     | Elena Vallortigara     | Itália          | o    | o    | o    | xo   | xxx  |      | 1.90  |       |
| 18   | B     | Erika Kinsey           | Suécia          | –    | o    | o    | xxx  |      |      | 1.85  |       |
| 18   | B     | Inika McPherson        | Estados Unidos  | –    | –    | o    | xxx  |      |      | 1.85  |       |
| 18   | A     | Marija Vuković         | Montenegro      | –    | o    | o    | xxx  |      |      | 1.85  |       |
| 18   | A     | Morgan Lake            | Grã-Bretanha    | –    | o    | o    | xxx  |      |      | 1.85  |       |
| 22   | B     | Airinė Palšytė         | Lituânia        | –    | xo   | o    | xxx  |      |      | 1.85  |       |
| 23   | B     | Iryna Gerashchenko     | Ucrânia         | –    | o    | xo   | xxx  |      |      | 1.85  |       |
| 24   | B     | María Fernanda Murillo | Colômbia        | –    | o    | xxo  | xxx  |      |      | 1.85  |       |
| 24   | A     | Daniela Stanciu        | Roménia         | o    | o    | xxo  | xxx  |      |      | 1.85  |       |
| 26   | A     | Nadiya Dusanova        | Uzbequistão     | o    | o    | xxx  |      |      |      | 1.80  |       |
| 27   | B     | Christina Honsel       | Alemanha        | o    | xo   | xxx  |      |      |      | 1.80  |       |
| 28   | B     | Ella Junnila           | Finlândia       | xo   | xo   | xxx  |      |      |      | 1.80  |       |
| 29   | A     | Alysha Burnett         | Austrália       | xo   | xxx  |      |      |      |      | 1.70  |       |
| 29   | B     | Erika Seyama           | Suécia          | xo   | xxx  |      |      |      |      | 1.70  |       |

### Final
A final ocorreu dia 30 de setembro às 20:30. 
| Pos.              | Atleta              | Nacionalidade   | 1.84 | 1.89 | 1.93 | 1.96 | 1.98 | 2.00 | 2.02 | 2.04 | 2.08 | Marca | Notas                |
| ----------------- | ------------------- | --------------- | ---- | ---- | ---- | ---- | ---- | ---- | ---- | ---- | ---- | ----- | -------------------- |
| Medalha de ouro   | Mariya Lasitskene   | Atletas Neutros | o    | o    | o    | o    | o    | o    | o    | o    | xxx  | 2.04  |                      |
| Medalha de prata  | Yaroslava Mahuchikh | Ucrânia         | o    | xo   | o    | xo   | o    | xxo  | o    | xxo  | R    | 2.04  |                      |
| Medalha de bronze | Vashti Cunningham   | Estados Unidos  | o    | o    | o    | o    | o    | o    | xxx  |      |      | 2.00  | =                    |
| 4                 | Yuliya Levchenko    | Ucrânia         | o    | o    | o    | o    | o    | xxo  | xxx  |      |      | 2.00  |                      |
| 5                 | Kamila Lićwinko     | Polónia         | xo   | o    | xo   | xxo  | xo   | xxx  |      |      |      | 1.98  | Recorde da temporada |
| 6                 | Karyna Demidik      | Bielorrússia    | o    | o    | o    | xo   | xx-  | x    |      |      |      | 1.96  |                      |
| 7                 | Ana Šimić           | Croácia         | o    | o    | o    | xxx  |      |      |      |      |      | 1.93  |                      |
| 8                 | Tynita Butts        | Estados Unidos  | o    | xxo  | xo   | xxx  |      |      |      |      |      | 1.93  | Recorde pessoal      |
| 9                 | Imke Onnen          | Alemanha        | xo   | o    | xxx  |      |      |      |      |      |      | 1.89  |                      |
| 10                | Mirela Demireva     | Bulgária        | o    | xo   | xxx  |      |      |      |      |      |      | 1.89  |                      |
| 11                | Claire Orcel        | Bélgica         | o    | xxo  | xxx  |      |      |      |      |      |      | 1.89  |                      |
| 12                | Svetlana Radzivil   | Uzbequistão     | xo   | xxo  | xxx  |      |      |      |      |      |      | 1.89  |                      |

Legenda
| Recorde mundial       | Recorde mundial (World record)               |                       | Recorde africano                      | Recorde africano (African) |                                           | Q | Classificado por posição (Qualified) |
| Recorde do campeonato | Recorde do campeonato (Championship record)  | Recorde da América    | Recorde da América (Americas)         | q                          | Classificado por melhor tempo (Qualified) |   |                                      |
| Melhor marca do ano   | Melhor marca do ano (World leading)          | Recorde asiático      | Recorde asiático (Asian)              | DNS                        | Não largou (Did not start)                |   |                                      |
| Recorde nacional      | Recorde nacional (National record)           | Recorde europeu       | Recorde europeu (European)            | DNF                        | Não terminou (Did not finish)             |   |                                      |
| Recorde pessoal       | Recorde pessoal do atleta (Personal best)    | Recorde da Oceania    | Recorde da Oceania (Oceania)          | DSQ / DQ                   | Desclassificado (Disqualified)            |   |                                      |
| Recorde da temporada  | Recorde da temporada do atleta (Season best) | Recorde sul-americano | Recorde sul-americano (South America) | NM                         | Sem marca (No mark)                       |   |                                      |